# Gynacantha helenga
Gynacantha helenga – gatunek ważki z rodziny żagnicowatych (Aeshnidae). Występuje na terenie Ameryki Środkowej.